# Індекс населеності планети
Індекс населеності планети (англ. Planetary Habitability Index, PHI) — індекс ймовірності існування життя на будь-якому небесному тілі, розроблений міжнародною групою вчених, яку склали астрономи, планетологи, біологи і хіміки.
Індекс PHI допомагає оцінити ймовірність існування життя на екзопланеті, виходячи з її умов, як у відомих формах, так і в невідомих.
PHI визначається на основі додаткових і в той же час важливих чинників: тип поверхні планети (скеляста або крижана), наявність атмосфери і магнітного поля, кількість енергії доступної для потенційних організмів (світло сонця або припливного тертя, що розігріває надра), наявність органічних сполук і якогось рідкого розчинника і так далі.
Індекс враховує широкий діапазон можливих параметрів населеності, так як в теорії можливе існування життя на основі іншої біохімії в більш спекотних, або навпаки, в більш холодних умовах в порівнянні з земними і навіть без кисню або води.

## Рейтинги PHI для деяких об'єктів
Автори індексу PHI зробили розрахунок для деяких небесних тіл Сонячної системи і екзопланет. Для Землі індекс PHI дорівнює максимальному значенню — 1, тому що він заснований на земних умовах існування життя.
| Об'єкт      | Індекс PHI |
| ----------- | ---------- |
| Титан       | 0,64       |
| Марс        | 0,59       |
| Європа      | 0,49       |
| Глізе 581 g | 0,54       |
| Глізе 581 d | 0,43       |
| Глізе 581 c | 0,41       |
| Юпітер      | 0,37       |
| Сатурн      | 0,37       |
| Венера      | 0,37       |
| Енцелад     | 0,35       |

На Титані присутня велика різноманітність органічних речовин, і попри низьку температуру супутника, є припущення, що там можуть йти хімічні реакції, які підтримують життєдіяльність мікробів.